# 216 Kleopatra
216 Kleopatra je veliki (217×94×81 km) asteroid glavnog pojasa. Spada u klasu asteroida M-tipa, što znači da se radi o metalnom asteroidu, građenom od mješavine željeza i nikla. Vjeruje se da je asteroid slabo vezan i porozan.
Asteroid Kleopatra je tijelo s jednim od najbizarnijih oblika u Sunčevu sustavu. Neobičan oblik otkriven je na snimkama ESO-vog 3.6-metarskog teleskopa (zvjezdarnica La Silla) koristeći sustav adaptivne optike.
Kasnijim radarskim snimanjem asteroida sa zvjezdarnice Arecibo (Portoriko), određen je oblik asteroida koji upućuje na to da je Kleopatra zapravo kontaktni par  - dva asteroida sličnih dimenzija koji su se prilikom sudara zakačili jedan za drugog umjesto da se raspadnu.
Asteroid je 10. travnja 1880. iz Pule otkrio Johann Palisa, a nazvao ga je po egipatskoj kraljici Kleopatri.
2008. godine otkrivena su dva mala mjeseca koja orbitiraju oko Kleopatre. Nazvani su Alekshelios i Kleoselena.
… | 215 Oenone | 216 Kleopatra | 217 Eudora | …

## Vanjske poveznice
- (engl.) Podaci o asteroidu 216 Kleopatra
- (engl.) Orbita asteroida 216 Kleopatra

- Bilobated shape of 216 Kleopatra
- Astronomers Catch Images of Giant Metal Dog Bone Asteroid – NASA article
- An Asteroid for the Dogs